# João Fleury da Rocha
João Fleury da Rocha (10 de janeiro de 1889 - 15 de outubro de 1950) foi um advogado e político brasileiro.
João Fleury é o avó do ex-presidente do Clube Atlético Paranaense, João Augusto Fleury da Rocha.

## Biografia
Mineiro de nascimento, veio ao mundo nos últimos meses do regime monárquico brasileiro, em janeiro de 1889. Filho do Dr. Domingos José da Rocha e d. Maria Augusta Fleury da Rocha, formou-se um Direito no ano de 1912 na Faculdade Livre de Ciências Jurídicas e Sociais do Rio de Janeiro.
Depois de formado, atuou como delegado de polícia, juiz municipal e promotor público em cidades do seu estado natal, além de suplemente de juiz e juiz municipal, delegado da "Liga Brasileira Contra o Analfabetismo" e inspetor escolar em Prudentópolis (PR); juiz de direito e consultor jurídico do município de Guarapuava e advogado auxiliar da Estrada de Ferro São Paulo - Rio Grande em Curitiba, entre outros cargos efetivos. João Fleury era membro da comunidade maçônica do Paraná.
Na política o Dr. João Fleury foi eleito deputado estadual para a Assembléia Legislativa do Paraná no biênio 1920 / 1921 e reeleito para 1922 / 1923. Em Curitiba foi presidente do diretório do Partido Republicano Paranaense de 1922 a 1924, cargo este, exercido também em Prudentópolis, no diretório local do partido. Nesta cidade (Prudentópolis) ficou a frente da administração municipal ao ser eleito prefeito em 1928, cargo exercido até 1932.

### Falecimento e homenagens
O Dr. João Fleury da Rocha faleceu na cidade de Guarapuava, no dia 15 de outubro de 1950.
Foi homenageado, em vida, como cavaleiro da Ordem da Rosa e a cidade de Prudentópolis homenageou o seu ex-prefeito, ao batizar, em setembro de 1988, uma das suas vias de Rua Dr. João Fleury da Rocha e a mesma homenagem é verificada na cidade de Curitiba, ao referenciar o ex-deputado estadual em uma das ruas do bairro Sítio Cercado.